# FtsZ

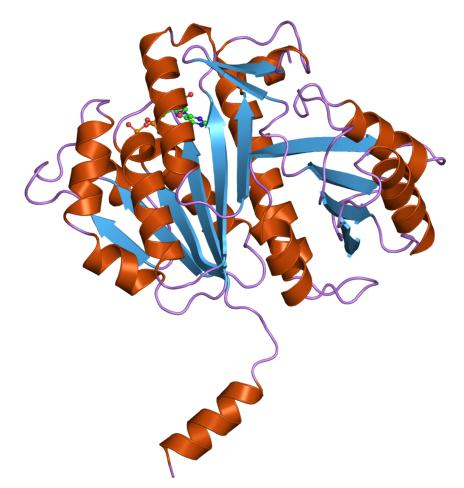
FtsZの分子構造

FtsZは、真正細菌やユーリ古細菌などに存在する、ftsZ 遺伝子から翻訳されるタンパク質。細胞膜下に集合して環構造を形成し、その箇所が分裂時に隔壁となる。これは原核生物において、真核生物のチューブリンとホモログ（相同）である。FtsZの名称は、"Filamenting temperature-sensitive mutant Z" （フィラメント状温度感受性変異株Z）による。E. coliの分裂異常株でフィラメント状に成長するものの場合、娘細胞を分離する能力を欠くために細長く成長すると考えられている。

## 研究史
細菌の細胞骨格が発見されたのはごく最近である。FtsZは、原核生物の細胞骨格と確認された最初のタンパク質である。
ftsZ 遺伝子は、1950年代に廣田幸敬らによりスクリーニングされた大腸菌の分裂異常突然変異細菌株から発見された。1991年、Erfei Bi と Joseph Lutkenhaus によって、FtsZがZリングを形成することが示された。

## 機能
細胞分裂の際、FtsZは最初に分裂箇所に現れる。そして、細胞のあいだの分裂隔壁を作る他のタンパク質を集めるのに必要となる。FtsZの細胞分裂における役割は、真核生物の細胞分裂におけるアクチンと相似である。しかし、真核生物のアクチン・ミオシン収縮環とは違い、FtsZには共同して働くモータータンパク質が知られていない。このように、細胞質分裂の力の出所ははっきりしていないのだが、しかし新しい細胞壁を構成する力の、少なくとも一部はFtsZによるものと考えられている。
エリクソン（2009）によると、チューブリン様のタンパク質とアクチン様のタンパク質の間で、どのようにして役割の逆転現象が起こったかは進化史のミステリーであるという。FtsZリングは、葉緑体分裂や、いくつかのミトコンドリア分裂の時にも使われるが、これらが原核生物だったはるか昔に使用法が確立されたものであろう。面白いことに、細胞壁を持たないL型菌（英:en:L-form bacteria）は、細胞分裂にFtsZを必要としない。これらの細菌は祖先型の細胞分裂方法を保持しているらしい。また、古細菌の中でも、真核生物に近い系統であるプロテオ古細菌も細胞分裂にFtsZやMinシステムを必要としない。こちらは真核生物において細胞分裂の最終段階を担うESCRTシステムを細胞分裂に使用し、FtsZは所持しないか、所持しても細胞分裂に使用しない。
チューブリンと微小管の動的重合反応についてはよく研究されているが、FtsZの反応についてはあまりわかっていない。チューブリンでは一本鎖の原繊維13本が縒り集まって微小管をつくるが、Zリング中でFtsZ原繊維が複数寄り集まっている構造は知られていない。
近年、チューブリンとFtsZに類似したタンパク質が、バシラス属の複数の種の大型プラスミドの中に発見された。これらは、セグロソーム（英:en:segrosome）のような機能を持っていると考えられている。セグロソームというのは、バクテリアにある、複数のタンパク質からなる構造であり、ゲノムやプラスミドを分配する。チューブリン・FtsZとホモログ（相同）であるこのタンパク質は、繊維状に重合する能力を保持しているらしい。

### 収縮環
FtsZはGTPと結合可能であり、一方、GTPアーゼ（GTPを加水分解してGDPとリン酸基にする）ドメイン（部分）も持つ。In vivo（生体内）ではFtsZは、すべて同じ方向に並んだサブユニットの配列として、繊維状になっている。これらの繊維は、細胞の長軸方向の中間点、もしくは分裂隔壁の周囲にリングを形成する。このリングをZリングと言う。
FtsZのGTPの加水分解能力は、繊維形成や、分裂のために必須ではない。FtsZにGTPアーゼドメインを欠く変異型では、乱雑な複数の隔壁を形成する。これらの細胞では、隔壁は不規則であるが、異常ではあっても分裂は可能である。FtsZが実際に、分裂を起こす力をもたらしているのか、それとも単に、分裂を実行する他のタンパク質のための目印の役割だけなのかは、いまだはっきりしていない。

Zリングは、FtsZの短い繊維が集まって形成される。これらの繊維の引き合う力で細胞を締め付けて分裂を起こしている可能性がある。

もしFtsZが細胞を分裂させる力をもたらしているのなら、複数のサブユニット間の相対的な動きによるものであろうか。コンピュータモデルや、生体内での計測によると、FtsZの単繊維は30単位より長くなることはできない。このモデルによれば、FtsZの分裂の力は、サブユニットの間のすべり動きから来る。FtsZの繊維が平行に並び、細い糸が集まって「綱」をつくり、糸のそれぞれお互いに引き合って、それ自身を引き絞る。
他のモデルでは、FtsZは収縮力をもたらさず、細胞の分裂を実行する他のタンパク質のための足場を提供しているという。これは、建設作業員がビルを建築する際に、届きにくいところへ行くための仮設の足場をつくるようなものである。仮設の足場によって、作業員はどこにでも行けるようになる。もし、仮設の足場が正しく建設されなければ、作業員が近づけない箇所が出てきて、ビルは不完全なものになるだろう。
足場説を支持する情報もある。収縮環の形成と細胞膜上での局所化には、多数のアクセサリータンパク質が必要となる。ZipAや、アクチンのホモログであるFtsAは、FtsZが最初に細胞膜へ局所化することを可能にする。それ以降の細胞膜への局所化は、Ftsファミリーの分裂タンパク質が、収縮環を構成するために集められる。FtsW、FtsK、FtsQなど、これらのタンパク質の多くは、Zリングの安定化させる役目を果たしている。また分裂時に動的な関与をしている可能性もある。

### 隔壁の位置決定と細胞内情報伝達
Zリングの生成は、細胞の分裂プロセスと正確に同調して起こる。E. coliでは、Zリングの生成は、ゲノムの複製が終了した時点で起こり、B. subtilisでは遺伝子の70%が複製された時点で起こる。Zリングが形成されるこれらのタイミングから、FtsZのフィラメント化を許可する空間的・時間的なシグナルがありそうだと考えられる。現在、Zリングの形成を統制するメカニズムについて、いくつかのモデルが考えられている。

### Minシステム
細胞が十分に成長したところでZリング形成が始まるメカニズムについては、ある理論モデルによる説明がある。E. coliの隔壁の形成位置不全変異株から、Minファミリーという一連のタンパク質が発見されているが、これらがFtsZの重合と緊密に関係している。Minタンパク質は、細胞の中側や核内でFtsZリングが形成されるのを阻止しているが、ある仮説によればFtsZが細胞の中間位置で重合するための制御機構にも関係しており、その機構は分裂の前の細胞のサイズの増大にリンクしている。

MinCDEシステム。MinD-ATPが細胞の極に固定され、FtsZの重合阻害物質であるMinCと結びついている。MinEリングはMinDと結合しているATPを加水分解してADPにする作用があり、MinD/C複合体を細胞膜から引き離す。このシステムは細胞の両極で振動することで、FtsZ阻害物質を濃縮している。

MinC,D,Eシステムは、細胞膜の特定地点付近でのFtsZの重合を阻害する。MinDは、細胞の極の細胞膜にのみ位置するもので、ATPアーゼおよびATP結合の働きをするドメイン（部分）を持っている。MinDは、ATPと結合している時にだけ細胞膜と結合するので、ATP結合ドメインは重要である。
MinDがいったん細胞膜に結合すると、それらは重合して、MinDのかたまりをつくる。このかたまりは、別のタンパク質であるMinCと結合して、それを活性化させる。MinCはMinDと結合したときのみ活性を持つ。MinCはFtsZの重合を阻害する働きを持つ。細胞の極には、FtsZ重合阻害タンパク質（つまりMinD/C）が高濃度になっているので、FtsZは、細胞中央以外では、分裂を開始するのを妨害されている。
MinEは、細胞中央での、MinCD複合体の形成を妨げる役割を持つ。MinEは、両方の細胞極の近くで、リングを形成する。このリングはZリングとは直接関係はない。ただし、MinDのATPアーゼ機能を活性化することによって、MinDを細胞膜から離すという触媒作用がある。MinD自身のATPアーゼ機能は、MinDに結合したATPを加水分解し、それ自身の細胞膜への固定を妨げる。
MinEは、MinD/C複合体が中央で形成されるのを妨げ、極にのみ押し込めている。MinD/C複合体が分解されると、MinCは不活性化される。これによりMinCがFtsZを不活性化するのを防ぐ。結果的に、この反応が、Minタンパク質の特定位置（極付近）への局在化を指示している。それゆえFtsZは、阻害物質のない中央付近でのみ重合することができる。MinEリング形成が不全な変異体は、MinCD複合体が極部分を超えて存在するので、分裂が阻害される。
MinDは、MinEによって細胞膜から分離された後に、細胞膜と再結合するためには、ATPと再び結合する必要がある。Minタンパク質の会合の、この時間的な中断は結果として、時間的・空間的な調整機能として働いている可能性がある。生体内（In vivo）では、Minタンパク質は、およそ50秒ごとに細胞極間を振動することが観察されている。だが、Minタンパク質の振動は、すべてのバクテリアの分裂システムにとって必要というわけではないらしい。B. subtilis では、MinCとMinDが細胞極付近に静的に濃縮されている。だがこのシステムはやはり、細胞の大きさと、FtsZによる隔壁生成および分裂を結びつけている。
Minタンパク質のこの動的な振る舞いは、生体膜を模した人工の脂質二重膜によって、生体外（in vitro）で再現されている。MinEとMinDは自己組織化するが、そのふるまいは、反応拡散系のようなメカニズムによって、平行周期の波動となる。

### ストレスに関する情報伝達
FtsZの重合はまた、DNA損傷のようなストレッサーとも関連がある。DNA損傷は様々なタンパク質の生成を誘導する。たとえばSulAなど。SulAは、FtsZの重合や、GTPアーゼとしての機能を阻害する。SulAはFtsZの活性部位と結びつくことによってこの作用を実現している。FtsZを隔離することによって、細胞はDNA損傷を、分裂の抑止に結びつけることができる。

### DNA損傷の予防
SulAのように、混乱した遺伝情報を娘細胞に残す分裂を阻止するための機構は、他にも存在する。E. coli と B. subtilis のゲノムから、分裂を抑制する少なくとも2つのタンパク質、Noc と SlmA が同定されている。Noc 遺伝子をノックアウトすると、遺伝子部分を除いて分裂が起き、結果的に、娘細胞の間で非対称な分割が起きる。この機序についてはよくわかっていないが、遺伝子領域でのFtsZの重合を阻害することによるものと考えられている。SlmAは、SulAのように、FtsZを隔離するものと観察されており、遺伝子領域でのZリングの重合を阻害する。